# ジェームズ・ステュアート (第3代マリ伯爵)
第3代マリ伯爵ジェームズ・ステュアート（英語: James Stuart, 3rd Earl of Moray、1580年代生 – 1638年8月6日）は、スコットランド貴族。

## 生涯
第2代マリ伯爵ジェームズ・ステュアートと第2代マリ女伯爵エリザベス・ステュアートの長男として生まれた。1591年11月18日に母が、1592年2月7日に父が死去すると、マリ伯爵とドゥーン卿の爵位を継承した。
スコットランド王ジェームズ6世のとりなしにより、父を殺害した初代ハントリー侯爵ジョージ・ゴードンへの復讐を諦めた後、1601年にハントリー侯爵の娘アン・ゴードンと結婚、下記の子女を儲けた。
- ジェームズ（1653年没） - 第4代マリ伯爵
- ジョージ - 生涯未婚
- メアリー（1662年12月18日没） - 1640年4月24日、第7代フルーケイ領主ジェームズ・グラント（James Grant, 7th of Freuchie）と結婚、子供あり[3]

1603年にジェームズ6世がジェームズ1世としてイングランド王に即位すると、王に同伴してイングランドに向かった。1610年代に叔父ヘンリーからセント・コルム卿の爵位を継承した。
1638年8月6日に死去、長男ジェームズが爵位を継承した。